# Legend Lake (Wisconsin)
Legend Lake es un lugar designado por el censo ubicado en el condado de Menominee en el estado estadounidense de Wisconsin. En el Censo de 2010 tenía una población de 1.525 habitantes y una densidad poblacional de 28,76 personas por km².

## Geografía
Legend Lake se encuentra ubicado en las coordenadas 44°53′42″N 88°32′35″O / 44.89500, -88.54306. Según la Oficina del Censo de los Estados Unidos, Legend Lake tiene una superficie total de 53.02 km², de la cual 43.57 km² corresponden a tierra firme y (17.84%) 9.46 km² es agua.

## Demografía
Según el censo de 2010, había 1.525 personas residiendo en Legend Lake. La densidad de población era de 28,76 hab./km². De los 1.525 habitantes, Legend Lake estaba compuesto por el 25.05% blancos, el 0.92% eran afroamericanos, el 72.52% eran amerindios, el 0% eran asiáticos, el 0% eran isleños del Pacífico, el 0.2% eran de otras razas y el 1.31% pertenecían a dos o más razas. Del total de la población el 2.75% eran hispanos o latinos de cualquier raza.